# José Antonio Gayarre
José Antonio Gayarre Bermejo (Fustiñana, 12 de septiembre de 1940) es un político español de Unión del Pueblo Navarro (UPN) y presidente de la Junta de las Bardenas Reales desde 1985 hasta la actualidad.
De profesión agricultor, en 1979 creó el sindicato de bardeneros. Alcalde de Fustiñana entre 1983 y 1991. Fue tesorero en la Unión de Agricultores y Ganaderos de Navarra.
Desde 1985 es presidente de la Junta de los entes congozantes de las Bardenas Reales que ha ido renovando en todas las convocatorias (1989, 1993, 1997, 2001, 2005 y 2009). Desde este puesto fue responsable en la negociación con el Ministerio del Ejército de España para la renovación del Polígono de tiro de las Bardenas. Realizándose la última negociación en el 2008, siendo titular la ministra Carme Chacón en el gobierno de José Luis Rodríguez Zapatero del Partido Socialista Obrero Español.
Compatibilizó este cargo con la elección como diputado en dos legislaturas por UPN en el Congreso de los Diputados de España (1989-1996) y otra en el Parlamento de Navarra (1999-2003).
Posteriormente concejal en Beriáin.